# Minh Nguyen Thi
Minh Nguyen Thi, také Thi Minh Nguyen, je česká herečka vietnamského původu.

## Život a dílo
Narodila se ve Vietnamu. Žije v Čechách. Je vdaná, má vietnamského manžela a dvě děti. Dcera vystudovala Filozofickou fakultu Univerzity Karlovy.

## Filmografie
- Josef a Ly (TV seriál), Praha. 2004. Režie: Zuzana Zemanová-Hojdová.[1]
- Úsměvy smutných mužů (2018), role prodavačky[3]

- Poupata (2011)[4]
- Ordinace v růžové zahradě, TV seriál[1]
- Kriminálka Anděl, TV seriál, epizoda „Skleník“ (2014)[5]